# مروان فهری
مروان فهری (انگلیسی: Marouane Fehri؛ زادهٔ ۱ ژوئیهٔ ۱۹۷۹) بازیکن والیبال اهل تونس بود.